# Анна Кіндзерська
Анна Володимирівна Андрієць (більш відома як Анна Кіндзерська) — українська співачка, музикант, автор та виконавець власних пісень. Фіналістка талант шоу «Голос країни» (2022).

## Життєпис
Анна Кіндзерська родом із Ніжина Чернігівської области.
Закінчила Ніжинську музичну школу (клас фортепіано), Чернігівський музичний коледж імені Левка Ревуцького (клас джазового фортепіано), Київську муніципальну академію ім. Р. М. Глієра (маґістр, клас джазового вокалу).

### Голос країни 12
У січня 2022 року виступила на 12-му сезоні шоу «Голос країни» із піснею «Love Tonight» гурту «Shouse». До неї повернулися всі чотири тренери проєкту: Оля Полякова, Потап, Надя Дорофєєва та Святослав Вакарчук. Анна для подальших виступів на конкурсі вибрала команду Вакарчука.
Кліп із виступом Анни отримав майже мільйон переглядів станом на 12 листопада 2022 року.
Під час нокаутів виконала пісню на поезію Тараса Шевченка «Думи мої, думи мої». Дівчина зайняла перше крісло і стала першою фіналісткою команди Вакарчука.

### Російсько-українська війна
Разом з іншими виступала у прифронтових містах на благодійних концертах «Усе буде Україна!».

## Дискографія

### Сингли
- «Думи мої» (2022)[6]
- «Новий день» (2022)[7]
- «Але ми не здамося» (2022)[8]